# Beatrice Shilling
Beatrice ("Tilly") Shilling OBE, PhD, MSc, CEng (Waterlooville, 8 maart 1909 - 18 november 1990) was een Brits luchtvaarttechnica en amateur auto- en motorcoureur.

Tijdens de Tweede Wereldoorlog ontwikkelde ze "Miss Shillings Orifice" (ook wel: "Miss Tilly's Diaphragm" en "Tilly Orifice"), een noodzakelijke aanpassing aan de carburateurs van de Rolls-Royce Merlin-motor die werd toegepast in de Hawker Hurricane en de Supermarine Spitfire.
In de jaren dertig racete ze met motorfietsen op het Brooklands-hogesnelheidscircuit en was ze een van de drie vrouwelijke leden van de British Motor Cycle Racing Club. Ze verdiende een "Gold Star" van BMCRC toen ze een rondetijd met meer dan 160 km/uur gemiddeld reed.

## Persoonlijk leven
Beatrice Shilling werd in 1909 geboren als dochter van een slager in Waterlooville (Hampshire). Toen ze veertien jaar oud was kocht ze al een Royal Enfield-motorfiets waar ze zelf aan sleutelde. Ze wist toen al dat ze ingenieur wilde worden. Na de middelbare school werkte ze drie jaar bij een elektrotechnisch bedrijf waar ze bedrading en generatoren installeerde. Haar werkgeefster Margaret Partridge moedigde haar aan om elektrotechniek te gaan studeren aan de Universiteit van Manchester. Ze haalde haar bachelor in 1932 en studeerde nog een jaar door om Master of Science in de werktuigbouwkunde te worden. Tijdens de Grote depressie was het moeilijk om werk te vinden en Beatrice werkte als onderzoeksassistente voor Professor G. F. Mucklow aan de Universiteit van Birmingham. In 1936 werd ze aangeworven door het Royal Aircraft Establishment, het onderzoeks- en ontwikkelingsbureau van de Royal Air Force in Farnborough. Daar werkte ze tot aan haar pensioen in 1969. Tijdens de Tweede Wereldoorlog werkte ze voor BAE aan verschillende projecten, waaronder de carburateurs van de Rolls-Royce Merlin-motoren. In 1938 trouwde ze met piloot George Naylor. Toen ze na de oorlog met auto's ging racen deed ze dat vaak samen met haar man. Ze was betrokken bij de ontwikkeling van de "Blue Streak"-middellangeafstandsraket, airconditioning voor vliegtuigcabines, vaste brandstof raketmotoren en ze bestudeerde het remmen van vliegtuigen op een natte landingsbaan. Ze droeg haar overtuiging uit dat een vrouw op technisch gebied net zo goed was als een man.

## Motor- en autosport
Beatrice Shilling begon al in de jaren dertig met motorfietsen te racen. Ze won een aantal wedstrijden, onder meer op Brooklands. Dat was een hogesnelheidscircuit waar het vooral op topsnelheid aankwam en Beatrice had haar Norton 30M zelf snel gemaakt. Ze nam ook deel aan terreinwedstrijden. Na de Tweede Wereldoorlog ging ze samen met echtgenoot George met auto's racen. Ook nu sleutelden ze samen in de garage aan huis. Ze begonnen met een lichter gemaakte Lagonda Rapier. Van 1959 tot 1962 gebruikten ze een Austin Healey Sebring Sprite, voornamelijk op ontmoetingen op Goodwood. In 1967 werd Beatrice Shilling te hulp geroepen om de koelingsproblemen op te lossen van de Eagle Mk1 Formule 1-auto van Dan Gurney.

## Miss Shillings Orifice
De Daimer-Benz DB 601 motor van de Duitse jachtvliegtuigen was al voorzien van (door Bosch ontwikkelde) brandstofinjectie.  De Rolls-Royce Merlin-motor van de Britse toestellen had nog een carburateur en dat veroorzaakte een probleem. Tijdens luchtgevechten kregen de Britse piloten motorproblemen als er een duikvlucht werd gemaakt. Dat kon gebeuren om de boordwapens in positie te brengen; achter een duikend vliegtuig aan te gaan of om aan een Duitse aanval te ontsnappen. De benzine werd door de negatieve g-kracht in het bovenste deel van de vlotterkamer gedrukt, waardoor de motor vermogen verloor. Als de duik werd beëindigd viel de benzine terug in de vlotterkamers en overspoelde via de supercharger de cilinders, waardoor de motor "verzoop". Daardoor ging de motor slecht lopen of sloeg soms zelfs af. Het fenomeen "verraadde" zichzelf door veel zwarte rook door onverbrande benzine in de uitlaten. Daardoor ontdekten de Duitse piloten het probleem ook al snel. Zij konden tijdens luchtgevechten de Britten in een duikvlucht dwingen of juist ontsnappen door een duikvlucht te maken die het Britse vliegtuig niet kon volgen. Als de motor afsloeg kon deze soms niet meer tijdig gestart worden en stortte het Britse vliegtuig neer. De overvloed aan benzine kon ook schade aan de motor veroorzaken omdat de oliefilm in de cilinder werd afgebroken. De RAF onderkende het probleem ook al snel, maar de vliegtuigen konden uiteraard niet uit de strijd genomen worden om de motoren aan te passen. De piloten vonden ook een oplossing: een halve rol voor de duik voorkwam het probleem, maar dat was niet altijd praktisch. De ingenieurs van Rolls-Royce en BAE werkten hard om een snelle oplossing te vinden. Een nieuw ontwerp van Rolls-Royce faalde tijdens tests en vereiste bovendien een ingrijpende modificatie. Beatrice Shilling berekende de hoeveelheid brandstof die de motor nodig had en maakte een klein koperen ringetje met precies de juiste doorstroomopening, zodat een overvloed van benzine tot het verleden behoorde. Die aanpassing van de carburateur kon snel worden uitgevoerd en daarmee was het probleem van de Merlin-motor grotendeels opgelost. Begin 1941 reisde ze met een team monteurs langs de Britse vliegvelden om de modificatie uit te voeren en in maart 1941 waren alle Merlin-motoren klaar. Het ringetje heette officieel "B.A.E. Restrictor", maar piloten noemden het al snel "Miss Shillings Orifice" (de opening van Miss Shilling), "Tilly Orifice", "Miss Tilly's diaphragm" of "Shillings Penny" omdat het formaat overeenkwam met een Threepence (drie penny)-munt. De verbeterde carburateur werd "anti G-force" genoemd. Het was echter een noodoplossing, die lang ondersteboven vliegen niet mogelijk maakte. De echte oplossing kwam pas in 1943, toen eerst Bendix- en later Rolls-Royce-drukcarburateurs werden gemonteerd.

## Eerbetoon
- De Britse pubketen Wetherspoon opende in 2011 een pub in Farnborough die ter ere van Beatrice Shilling "The Tilly Shilling" werd gedoopt.
- In 2015 kocht het Brooklands Museum haar collectie van race-badges en tropheeën.
- In 2018 werd ze opgenomen in de " Extraordinary Women of Hampshire"-tentoonstelling tijdens de Winchester Heritage Open Days.
- Op 8 maart 2019, de 110e geboortedag van Beatrice Shilling, onthulde de burgemeester van Waterlooville een plaquette ter nagedachtenis aan haar prestaties.
- Op 27 maart 2019 opende de Royal Holloway University het Beatrice Shilling Building waar de elektrotechnische opleidingen plaatsvinden. De naam werd gekozen door de studenten en docenten.
- In maart 2020 kondigde de Raad van de borough Havant aan dat op 9 maart, internationale vrouwendag en een dag na Shilling's geboortedag, een plaquette onthuld zou worden op Shilling Place in Waterlooville.
- In mei 2019 gaf de Oxford Dictionary of National Biography haar biografie uit.

## Trivia

### De bijnaam "Tilly"
De bijnaam "Tilly" is waarschijnlijk niet vaak in haar bijzijn gebruikt. Het woord "Tilly" was militair jargon voor "eenvoudig en doeltreffend". Dat sloeg enerzijds op haar eenvoudige verschijning en het effect van haar werk. "Tillies" waren eenvoudige pick-up trucks die door het leger voor allerlei doeleinden werden ingezet.